# Neunheilingen
Neunheilingen est une ancienne commune allemande de l'arrondissement d'Unstrut-Hainich, Land de Thuringe.

## Géographie
Neunheilingen se situe dans le bassin de Thuringe.
| Schlotheim                      | Marolterode   | Ebeleben       |
| Issersheilingen Bothenheilingen | Blankenburg   | Kirchheilingen |
| Bad Langensalza                 | Kleinwelsbach |                |

## Histoire
Neunheilingen est mentionné pour la première fois en 1158.